# Nokouémeer
Het Nokouémeer (Frans: Lac Nokoué) is een meer in het zuiden van Benin. Het meer heeft een oppervlakte van 138 km². Hiermee is het een van de grootste meren in het land. Het meer wordt gevoed door de Ouémé (bij Ganvié) en de Sô (ten westen van Porto-Novo). Beide rivieren stromen vanuit het noorden het meer in. Via een kanaal in het zuiden staat het meer in verbinding met lagunes aan de Baai van Benin.

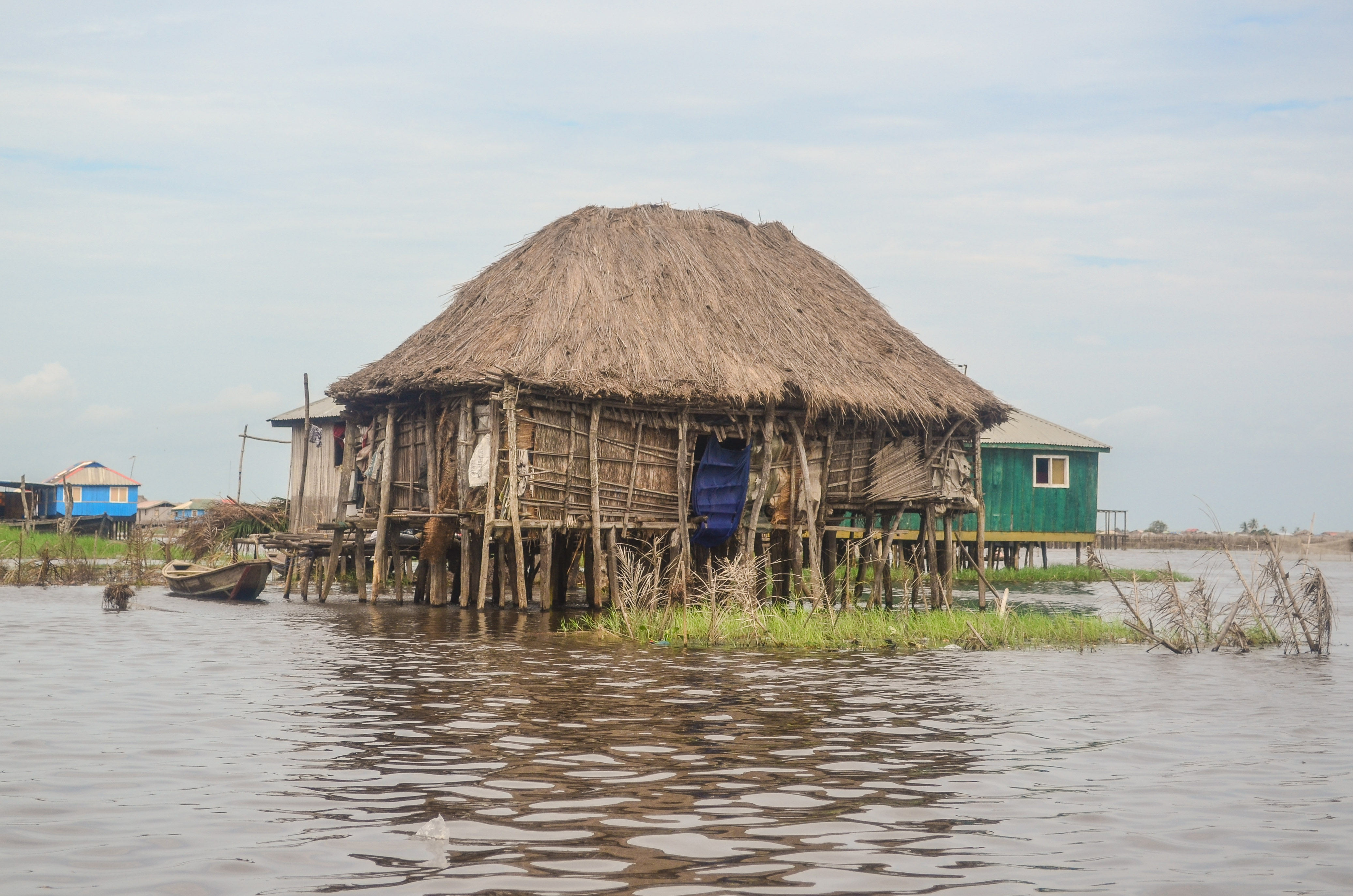
Paalwoning in Ganvié
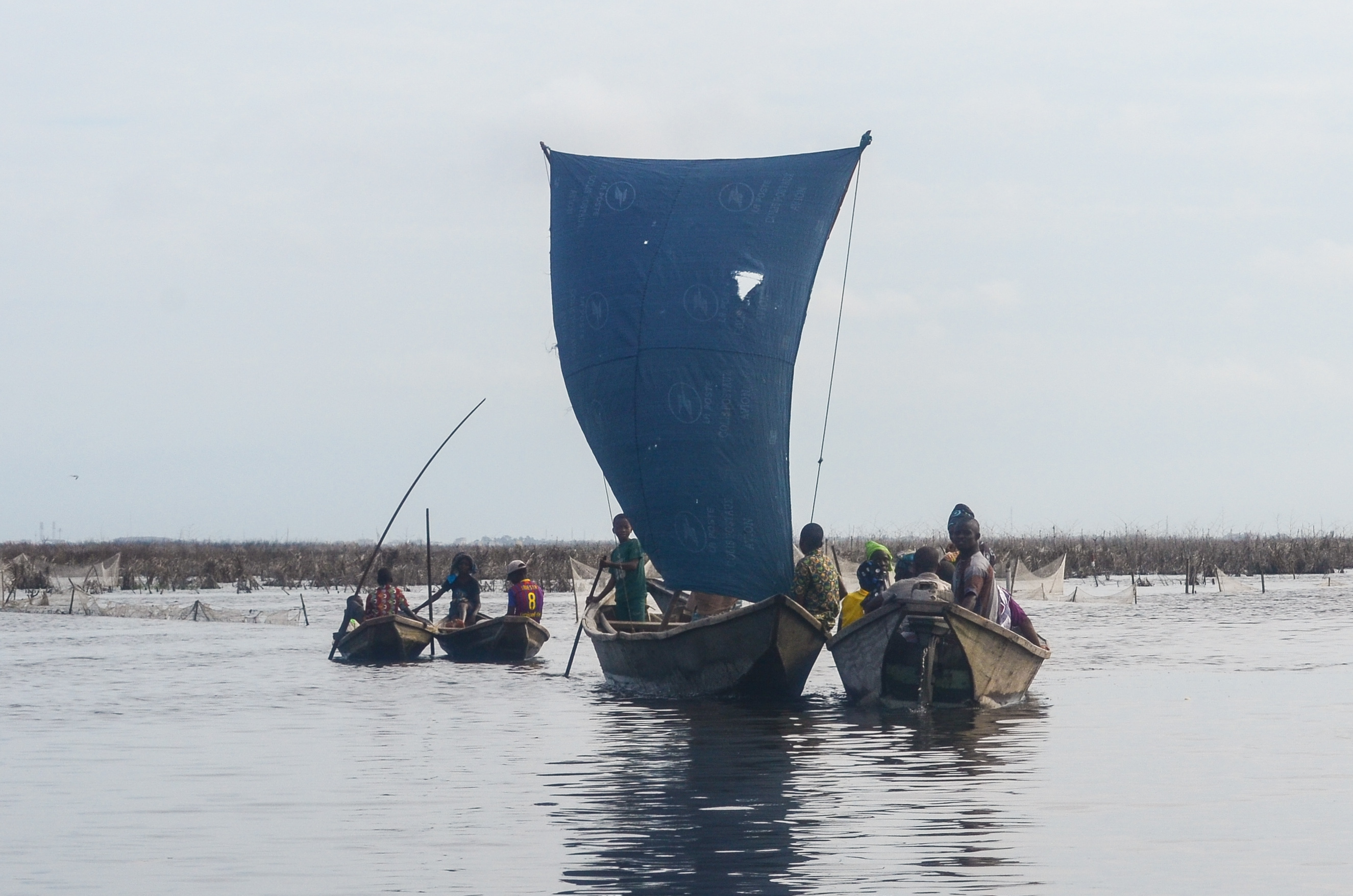
Vissersboten
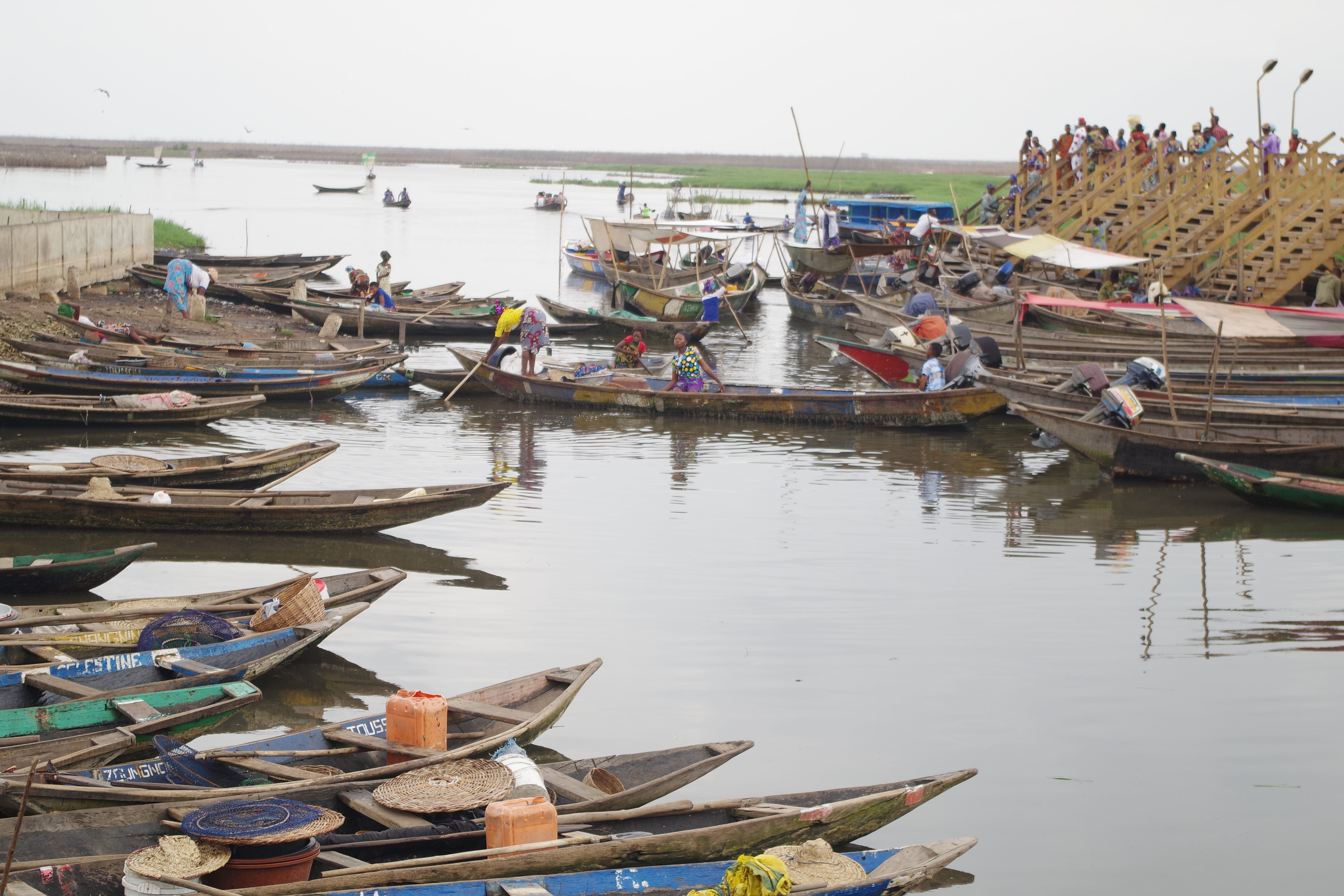
Boten in Calavi-Kpota